# Bernhard Kühnel
Bernhard Franz Kühnel Langer MSC (* 4. Dezember 1927 in Ludwigsdorf, Kreis Neisse, Provinz Schlesien) ist emeritierter Prälat von Caravelí.

## Leben
Bernhard Kühnel kam nach dem Zweiten Weltkrieg mit seiner Familie nach Ascheberg. Er trat der Ordensgemeinschaft der Herz-Jesu-Missionare bei und empfing am 6. August 1955 die Priesterweihe. 1960 wurde er von seinem Orden nach Südamerika entsandt und wirkte ab 1966 an der Seite des Missionsbischofs Friedrich Kaiser im peruanischen Caravelí.
Papst Johannes Paul II. ernannte ihn am 26. Januar 1983 als Nachfolger Kaisers zum Prälaten von Caravelí. Der Erzbischof von Ayacucho o Huamanga, Federico Richter Fernandez-Prada OFM, spendete ihm am 27. April desselben Jahres die Bischofsweihe; Mitkonsekratoren waren Germán Schmitz Sauerborn MSC, Weihbischof in Lima, und Guido Breña López OP, emeritierter Bischof von Ica.
Am 18. Juni 2005 nahm Papst Benedikt XVI. sein altersbedingtes Rücktrittsgesuch an. Nach seiner Emeritierung ist er als Seelsorger bei den Missionarinnen vom lehrenden und sühnenden Heiland in Peru tätig.

## Auszeichnungen und Ehrungen
- Medalla de Oro de Santo Toribio de Mogrovejo (Peru, 2006)